# Magdaléna Rybáriková
Magdaléna Rybáriková (født 4. oktober 1988 i Bratislava, Tjekkoslovakiet) er en professionel tennisspiller fra Slovakiet.